# La violenza illustrata
La violenza illustrata è un romanzo di Nanni Balestrini pubblicato presso Einaudi nel 1976.

## Struttura
Il testo è diviso in dieci capitoli slegati tra di loro, tranne l'ultimo, che raccoglie le trame dei capitoli precedenti e porta verso il finale:
1. Deposizione della madre di William Caley al processo per la strage di Song My
2. Descrizione: ancora una volta la guerriglia si è scatenata nei giornali di Milano
3. Deduzione: un nuovo modo di fare la produzione nell'acido solforico mettiamoci il padrone
4. Dissertazione sulla vita la morte e la spartizione del bottino del signor O
5. Divagazione: che cos'è una rapina in banca di fronte alla fondazione della banca stessa?
6. Deportazione: mirate ai punti neri.....
7. Dichiarazione del dottor Caruso terribilmente emozionato dopo una giornata così tranquilla e serena
8. Documentazione: alla violenza reazionaria delle istituzioni borghesi rispondiamo con la violenza rivoluzionaria
9. Direzione: che mille braccia si protendano per raccogliere il suo fucile
10. Dimostrazione: scrittura e distruzione scrittura e liberazione

## Linguaggio
Il libro è scritto con un linguaggio giornalistico, con una mancanza quasi totale di punteggiatura. Gli eventi narrati in ciascun capitolo vengono presentati più volte con descrizioni leggermente diverse, come ritagli provenienti da diversi giornali.

## Edizioni
- Nanni Balestrini, La violenza illustrata, Einaudi, 1976.